# Saint-Martial-sur-Isop
Saint-Martial-sur-Isop is een gemeente in het Franse departement Haute-Vienne (regio Nouvelle-Aquitaine) en telt 126 inwoners (1999). De plaats maakt deel uit van het arrondissement Bellac.

## Geografie
De oppervlakte van Saint-Martial-sur-Isop bedraagt 22,3 km², de bevolkingsdichtheid is 5,7 inwoners per km².
De onderstaande kaart toont de ligging van Saint-Martial-sur-Isop met de belangrijkste infrastructuur en aangrenzende gemeenten.

## Demografie
Onderstaande figuur toont het verloop van het inwonertal (bron: INSEE-tellingen).